# Jörg Zumbach
Jörg Zumbach (* 29. Januar 1973 in Bruchsal) ist ein deutscher Diplom-Psychologe und Professor für fachdidaktische Lehr-Lernforschung mit Schwerpunkt Neue Medien an der Paris-Lodron-Universität Salzburg.

## Leben
Nach dem Abitur studierte Zumbach von 1993 bis 1999 Psychologie an der Ruprecht-Karls-Universität Heidelberg. Nach dem Psychologiestudium promovierte er ebendort 2003. Seit 2006 hat er die Professur für fachdidaktische Lehr-Lernforschung mit Schwerpunkt Neue Medien an der Paris-Lodron-Universität Salzburg, Österreich inne. Seine Forschungsschwerpunkte sind u. a. das Lehren und Lernen mit digitalen Medien, die Hochschuldidaktik sowie medienpädagogische Forschung. Hier postuliert er etwa das Medien-Vergleichs-Paradigma (Media Comparison Paradigm), d. h. dass Medienvergleiche nur dann zulässig sind, wenn entweder die Handlungen von Rezipienten oder die Inhalte vergleichbar sind.

## Forschungsschwerpunkte
- Lehr-Lern-Forschung, insbesondere im Bereich selbstgesteuertes und kooperatives Lernen
- Gestaltung multimedialer Lernumgebungen (Blended Learning)